# Holy Molly
Holy Molly, właśc. Maria Alexandra Florea (ur. 11 stycznia 1996 w Bukareszcie) – rumuńska piosenkarka, kompozytorka i autorka tekstów. Popularność międzynarodową zyskała po wydaniu singla „Menage a Trois”. Stał się on przebojem w Rosji, Niemczech i Polsce. Ponadto do sierpnia 2021 roku w serwisie Spotify został on odtworzony ponad 35 milionów razy.

## Dyskografia

### Single
Jako główna artystka
| Rok                                                       | Tytuł                                    | Najwyższe pozycje na listach | Najwyższe pozycje na listach | Najwyższe pozycje na listach | Najwyższe pozycje na listach | Najwyższe pozycje na listach | Najwyższe pozycje na listach | Najwyższe pozycje na listach | Certyfikat         | Sprzedaż       |
| Rok                                                       | Tytuł                                    | POL                          | POL                          | WNP                          | WNP                          | AUT                          | GER                          | SWE                          | Certyfikat         | Sprzedaż       |
| Rok                                                       | Tytuł                                    | AirPlay                      | Apple Music                  | Radio & YouTube              | Radio                        | iTunes                       | iTunes                       | iTunes                       | Certyfikat         | Sprzedaż       |
| --------------------------------------------------------- | ---------------------------------------- | ---------------------------- | ---------------------------- | ---------------------------- | ---------------------------- | ---------------------------- | ---------------------------- | ---------------------------- | ------------------ | -------------- |
| 2019                                                      | „No Limits”                              | –                            | –                            | –                            | –                            | –                            | –                            | –                            |                    |                |
| 2019                                                      | „Everybody’s Scared” (oraz Parah Dice)   | –                            | –                            | –                            | –                            | –                            | –                            | –                            |                    |                |
| 2019                                                      | „Menage a Trois” (oraz Lizot)            | 27                           | 27                           | 130                          | 103                          | 37                           | 36                           | –                            |                    |                |
| 2020                                                      | „Back To Her” (oraz Lizot i Alex Parker) | –                            | –                            | –                            | –                            | 97                           | –                            | 23                           |                    |                |
| 2020                                                      | „Alcohol”                                | –                            | –                            | –                            | –                            | –                            | 51                           | –                            |                    |                |
| 2021                                                      | „Twinkle Twinkle”                        | –                            | –                            | –                            | 707                          | –                            | –                            | –                            |                    |                |
| 2021                                                      | „Talk Talk” (oraz Drenchill)             | –                            | –                            | –                            | –                            | –                            | –                            | –                            |                    |                |
| 2021                                                      | „Gangster”                               | –                            | –                            | –                            | –                            | –                            | –                            | –                            |                    |                |
| 2021                                                      | „C’est la vie” (oraz Shanguy)            | –                            | –                            | 501                          | 203                          | –                            | –                            | –                            |                    |                |
| 2021                                                      | „Shot a Friend”                          | 2                            | –                            | 436                          | 467                          | –                            | –                            | –                            | - POL: złota płyta | - POL: 25 000+ |
| 2021                                                      | „Bang Bang”                              | –                            | –                            | –                            | –                            | –                            | –                            | –                            |                    |                |
| „–” oznacza, że singiel nie był notowany na danej liście. |                                          |                              |                              |                              |                              |                              |                              |                              |                    |                |

Single promocyjne
| Rok  | Tytuł                                           | Album |
| ---- | ----------------------------------------------- | ----- |
| 2019 | „C’est la vie” (wersja francuska, oraz Shanguy) | –     |

## Nagrody i nominacje
| Rok  | Konkurs           | Kategoria                                                | Tytułem     | Rezultat  |
| ---- | ----------------- | -------------------------------------------------------- | ----------- | --------- |
| 2021 | The Artist Awards | Międzynarodowy przełom (ang. International breakthrough) | całokształt | Nominacja |